# Ergativ–absolutiva språk
Ergativ–absolutiva språk (eller bara ergativa språk) är språk som ger en avvikande grammatisk markör till den eller det som utför något i en sats där även något/någon som påverkas av handlingen (den semantiska rollen patient) ingår (så kallade transitiva satser).

## Beskrivning
Den som utför något i en sats utan att den som påverkas av handlingen ingår (så kallade intransitiva satser) lämnas omarkerad. Även den som påverkas av handlingen lämnas omarkerad, vilket innebär från en svensktalandes synvinkel att det som i svenska kallas subjekt får olika markering i det ergativ–absolutiva språket beroende på om det är ensam roll i satsen eller ej. Ett språk kan också använda ett ergativt system i vissa delar av sin grammatik, och ett ackusativt system i andra delar. Detta kallas för kluven ergativitet.
Språk använder sig av olika metoder för att skilja på vem som gör vad mot vem och med vad; det vill säga för att identifiera de roller som de inblandade föremålen i satser utför. Här uppstår en motsättning mellan tydlighet och enkelhet. Maximal enkelhet skulle då kunna sägas vara att ett ord är markerat på samma sätt vad det än har för roll i satsen, medan maximal tydlighet skulle vara att språket har en specifik markör för varje tänkbar roll för ordet. Ingen av dessa lösningar är i praktiken användbar, och olika språk kompromissar mellan dessa två önskemål på olika sätt. Ett sätt att kompromissa är att klumpa ihop ett antal roller och ge dem samma markering. Det som skiljer ergativ–absolutiva språk från ackusativa språk (som svenska) är vilka roller som ger språket samma markering. 
De roller som det är mest kritiskt att hålla isär, men som ändå är så pass vanliga att en komplicerad markering i alltför hög grad strider mot önskemålet om enkelhet, är den som utför något och den/det som påverkas av något. En sats som innehåller båda dessa roller kallas för transitiv; en sats som enbart innehåller den som utför något kallas å sin sida intransitiv. 
Ett ergativ–absolutivt språk utgår från att det inte kan uppstå några tveksamheter i en intransitiv sats eftersom det bara finns en roll, och ger således den/det som utför något enklast möjliga markering. I en transitiv sats finns en möjlighet till missförstånd, och språket väljer då att markera den/det som utför något som avvikande, medan den/det som påverkas av handlingen ges den enklaste möjliga markeringen. 
Språk kan ange roller både genom morfologiska markörer (till exempel genom kasuset ergativ) eller syntaktiska metoder (till exempel ordföljd).
Om ett språk använder sig av kasus, markeras argumenten i satsen på följande sätt:
- Subjektet i transitiva satser (Strans): ergativ
- Subjektet i intransitiva satser (Sintrans): absolutiv
- Objektet i transitiva satser (O): absolutiv

## Språkexempel

### Baskiska
Baskiskan är ett ergativt kasusspråk:
| sats:         | Gizona etorri da.    | Gizona etorri da.    |  | Gizonak mutila ikusi du. | Gizonak mutila ikusi du. | Gizonak mutila ikusi du. |
| ord:          | gizona-∅             | etorri da            |  | gizona-k                 | mutila-∅                 | ikusi du                 |
| glosa:        | mannen-ABS           | har.anlänt           |  | mannen-ERG               | pojke-ABS                | har.sett                 |
| funktion:     | Sintrans             | VERBintrans          |  | Strans                   | O                        | VERBtrans                |
| översättning: | 'Mannen har anlänt.' | 'Mannen har anlänt.' |  | 'Mannen såg pojken.'     | 'Mannen såg pojken.'     |                          |
I baskiska tar gizona ("mannen") och mutil ("pojke") olika kasusböjningar beroende på om de agerar som subjekt för ett transitivt eller intransitivt verb. Den första ordformen är absolutivt kasus, vilket markeras med ett nollmorfem (-∅). Den andra ordformen är ergativt kasus, vilket markeras med suffixet -k. Subjektet i intransitiva satser och objektet i transitiva satser tar alltså samma kasus - absolutiv, medan ergativ endast används för subjektet i transitiva satser. 
Denna typ av system, där absolutiv markeras med nollmorfem, är inte helt ovanlig, och man kan eventuellt se detta som att systemet väljer att enbart använda sig av ett uttryckligt morfem när det finns en risk för sammanblandning av satsens argument. Finns det blott ett argument (som i intransitiva satser) finns heller inte någon risk för sammanblandning mellan subjekt och objekt, och argumentet markeras enbart genom nollmorfem. Finns det två argument i satsen, så finns också en risk för sammanblandning, och då markeras det ena argumentet - subjektet. Detta är dock inte den enda typen av ergativa kasussystem som finns.

### Grönländska
Ett annat exempel på ergativ–absolutiva språk är grönländska. Där står subjekten arnaq, "kvinna", och meeraq, "barn", i absolutiv i intransitiva satser:
Arnaq tikippoq – "kvinnan kom".
Meeraq tikippoq – "barnet kom".
Medan i transitiva satser markerar absolutivformen objekten. Då står subjekten istället i ergativ, arnap och meerap:
Arnap meeraq takuvaa – "kvinnan såg barnet".
Meerap arnaq takuvaa – "barnet såg kvinnan".

### Ergativ i svenska
Ergativ förekommer i svenska i vissa ambitransitiva verb, vars objekt i den transitiva konstruktionen motsvaras av subjektet i samma verbs intransitiva konstruktion.
Exempel:
- En bokhandel säljer böcker.
- Böckerna säljer bra.